# هیداکی موری
هیداکی موری (انگلیسی: Hideaki Mori؛ زادهٔ ۱۶ اکتبر ۱۹۷۲) بازیکن فوتبال اهل ژاپن است.
از باشگاه‌هایی که در آن بازی کرده‌است می‌توان به باشگاه فوتبال کونسادول ساپورو، باشگاه فوتبال آویسپا فوکوئوکا، و باشگاه فوتبال سانفریس هیروشیما اشاره کرد.